# Gęstość potencjalna
Gęstość potencjalna – gęstość, jaką by miała cząstka płynu sprowadzona w procesie adiabatycznym do referencyjnego ciśnienia. Często zakłada się referencyjne ciśnienia równe {\displaystyle P_{0}} 1 bar. Podczas gdy gęstość zmienia się przy zmianach ciśnienia to gęstość potencjalna jest taka sama jeżeli cząstka nie miesza się z otoczeniem.